# Удар нађе искру у камену
 Удар нађе искру у камену, изрекао Игуман Стефан у спјеву Горски вијенац, српског пјесника и мислиоца, владара и владике Црне Горе Петра II Петровића Његоша.

## Поријекло изреке
Изрекао игуман Стефан, у спјеву Горски Вијенац: 
| „ | Удар нађе искру у камену, без њега би у кам очајала! | ” |

## Значење
Његошева мисао каже да није ударца о камен, искре која из камена заискри не би ни било, јер би „ у кам очајала“ (остала скривена у камену). Он каже да свако биће и небиће садржи у себи искру, али да није спољашње силе, она се не би видјела. Непримјећена би остала прикривена снага неког народа или особе.

## Шире значење
Сила удараца (природна средина, законитости и услови у њој) проналази искру живота свему живом и логику развића неживом, неопходне у борби за опстанак и настанак новог квалитета.